# Мілош Шатара
Мілош Шатара (босн. Miloš Šatara, серб. Милош Шатара, нар. 28 жовтня 1995, Градишка) — боснійський футболіст, захисник російського клубу «Ахмат».
Виступав, зокрема, за клуби «Козара» та «Младост» (Лучани), а також молодіжну збірну Боснії і Герцеговини.

## Клубна кар'єра
Народився 28 жовтня 1995 року в місті Градишка. Вихованець футбольної школи клубу «Козара». Дорослу футбольну кар'єру розпочав 2012 року в основній команді того ж клубу, в якій провів три сезони, взявши участь у 36 матчах чемпіонату. 
Своєю грою за цю команду привернув увагу представників тренерського штабу клубу «Младост» (Лучани), до складу якого приєднався 2015 року. Відіграв за клуб з Лучан наступні шість сезонів своєї ігрової кар'єри. Більшість часу, проведеного у складі лучанської «Младості», був основним гравцем захисту команди.
До складу клубу «Шахтар» (Солігорськ) приєднався 2021 року за 100 тисяч Євро. Станом на 10 липня 2022 року відіграв за солігорських «гірників» 26 матчів в національному чемпіонаті, при цьому забивши 3 голи.
У січні 2023 року Мілош Шатара перейшов до російського клубу «Ахмат», з яким підписав контракт до червня 2026 року. Першу гру в РПЛ Шатара провів 4 березня проти «Оренбурга».

## Виступи за збірні
У 2015 році дебютував у складі юнацької збірної Боснії і Герцеговини (U-18), загалом на юнацькому рівні взяв участь в 11 іграх.
Протягом 2015–2016 років залучався до складу молодіжної збірної Боснії і Герцеговини. На молодіжному рівні зіграв у 6 офіційних матчах.